# Быхалов, Василий Андреевич
Василий Андреевич Быхалов (1756—1815) — русский военачальник, полковник (1799).

## Биография
Родился в 1756 (или 1757) году и был родом из казачьих детей Войска Донского.
19 февраля 1770 года вступил в службу казаком. В 1770—1784 годах служил в Войске Донском при гражданских делах, в сотники был произведён 1 декабря 1783 года. В 1787 году находился на Каланчаке при встрече императрицы Екатерины II, путешествовавшей в Крым.
Участник русско-турецкой войны 1787—1791 годов, был в сражениях при Очакове (награждён крестом за взятие Очакова), Гаджибее (за отличие произведен в поручики, 30.5.1788), Каушанах, Аккермане (произведен в капитаны, 22.12.1789), Килии, Измаиле (награждён крестом за взятие Измаила).
В 1792 году нес службу на границе с Польшей. В 1794 году находился при подавлении неповиновения в пяти донских станицах. В 1795—1799 годах состоял на службе Войска Донского. 22 апреля 1799 года был произведен в полковники. С 1799 года — командир полка своего имени, нес пограничную службу на Кавказской линии до 1804 года. В 1805 году участвовал в боях с черкесами за рекой Лабой.
В апреле 1812 года Быхалов был назначен командиром полка своего имени, во главе которого 25 апреля (7 мая по новому стилю) командирован в Мозырь в состав 2-го резервного корпуса генерала Ф. Ф. Эртеля, но в связи с началом военных действий получил на марше приказ генерала П. И. Багратиона присоединиться к 2-й Западной армии.
Участвовал в сражениях Отечественной войны 1812 года:
- 2 августа в составе отряда генерала Д. П. Неверовского принял участие в сражении при Лядах и Красном;
- 7 августа сражался при Валутиной Горе;
- с 9 по 24 августа участвовал во всех арьергардных боях с авангардом 5-го (польского) корпуса Французской армии, наступавшего по старой Смоленской дороге, в том числе при Лужках, на реке Осьме, при Дорогобуже и Вязьме;
- в отряде генерала А. А. Карпова 2-го участвовал в Шевардинском бою;
- во время Бородинского сражения состоял в казачьем отряде 2-й Западной армии и прикрывал дороги на крайнем правом фланге от обходных манёвров противника;
- 27 и 28 августа участвовал в арьергардных боях при Можайске;
- 29 августа был откомандирован в распоряжение начальника Калужского ополчения генерала В. Ф. Шепелева и располагался с полком в окрестностях Медыни, прикрывая границы Калужской губернии;
- 13 октября отличился в бою под Медынью, где участвовал в разгроме отряда польской пехоты под командой генерала Т. Тышкевича;
- 15 октября включен в летучий отряд генерала В. В. Орлова-Денисова, в составе которого участвовал в боях при Вязьме, Ляхове, Красном, Борисове и за рекой Березиной;
- в декабре был включен в отряд генерала А. И. Чернышёва и участвовал во взятии Мариенвердера.

В январе 1813 года Василий Быхалов состоял в корпусе генерала М. И. Платова и находился при блокаде Данцига. За отличия в период с 13.10.1812 по 4.1.1813 — награждён орденом Св. Георгия 4-го класса (26.3.1813). В конце января во главе казачьей бригады, входившей в летучий отряд Чернышёва, выступил из-под Данцига к реке Одер и участвовал в боях при Цирке, Пинне, реке Варте, Тасдорфе, Берлине, Белице, Люнебурге. С 25 мая по 1 июля находился при блокаде Магдебурга.
В конце июля 1813 года полк был включен в прусский корпус генерала Ф. В. Бюлова (Северная армия) и участвовал в боях при Лукотвальде и Ютербоке, в преследовании неприятеля до Виттемберга, при Денневице, Мальберге. В ноябре-декабре принимал участие в боевых действиях на территории Голландии, при блокаде крепости Девентер. С 16 декабря находился при блокаде крепости Везель. В кампанию 1814 года находился в корпусе генерала Ф. Винцингероде (Силезская армия) и сражался при Сен-Дизье, Лаоне, Суассоне, Сас-де-Генте, Краоне, Реймсе.
По окончании военных действий Быхалов находился с полком в Польше, где нес кордонную службу на границе с Пруссией.
2 апреля 1815 года Быхалов выступил во второй поход во Францию, где сражался 14 июня при Меце и 19 июня при Шалоне-сюр-Марн. 29 апреля 1815 года он передал командование полком полковнику Давыду Григорьевичу Бегидову и возвратился на Дон.
По другим данным Быхалов умер 29 апреля 1815 года и место его захоронения неизвестно.
Род Быхаловых был причислен к дворянству.

## Награды
- Награждён орденом Св. Георгия 4-й степени (№ 2558 (1192); 26 марта 1813) — «в воздаяние ревностной службы и отличия, оказанные в сражениях против французских войск».[4]
- Также был награждён орденами Св. Владимира 4-й степени (15 декабря 1804), Орденом Св. Анны 2-й степени (1807) и другими наградами.